# Aradus uniannulatus
Aradus uniannulatus är en insektsart som beskrevs av Parshley 1921. Aradus uniannulatus ingår i släktet Aradus och familjen barkskinnbaggar. Inga underarter finns listade i Catalogue of Life.